# Callitrichia pileata
Callitrichia pileata là một loài nhện trong họ Linyphiidae.
Loài này thuộc chi Callitrichia. Callitrichia pileata được Rudy Jocqué & Scharff miêu tả năm 1986.